# Orbassano
Orbassano é uma comuna italiana da região do Piemonte, província de Turim, com cerca de 21.563 habitantes. Estende-se por uma área de 22 km², tendo uma densidade populacional de 980 hab/km². Faz fronteira com Torino, Rivoli, Rivalta di Torino, Beinasco, Nichelino, Volvera, Candiolo, None.

## Demografia
| Variação demográfica do município entre 1861 e 2011                               |
|                                                                                   |
| Fonte: Istituto Nazionale di Statistica (ISTAT) - Elaboração gráfica da Wikipedia |